# Schloßseefest Salem

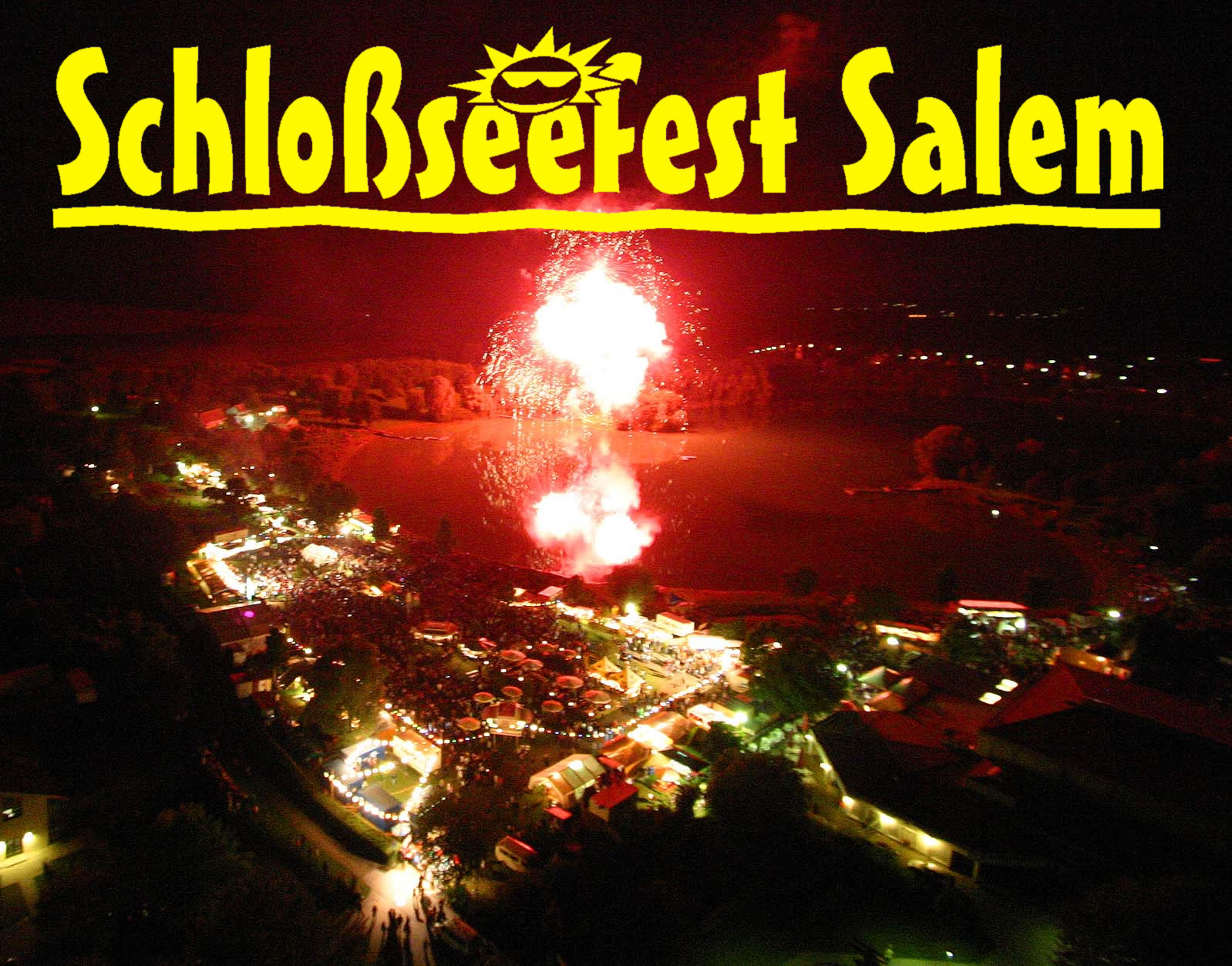
Schloßseefest 2005

Das Schloßseefest ist ein Volksfest, das seit 1981 jährlich rund um den Schlosssee stattfindet. Es wird von den fünf Salemer Musikvereinen, den Musikvereinen Beuren, Harmonie Lippertsreute, Mimmenhausen, Neufrach und Weildorf veranstaltet und findet jeweils am ersten Ferienwochenende Baden-Württembergs statt. Jährlich kommen einige zehntausend Besucher aus der gesamten Bodenseeregion zu Salems größter Open-Air-Veranstaltung.

## Entstehung

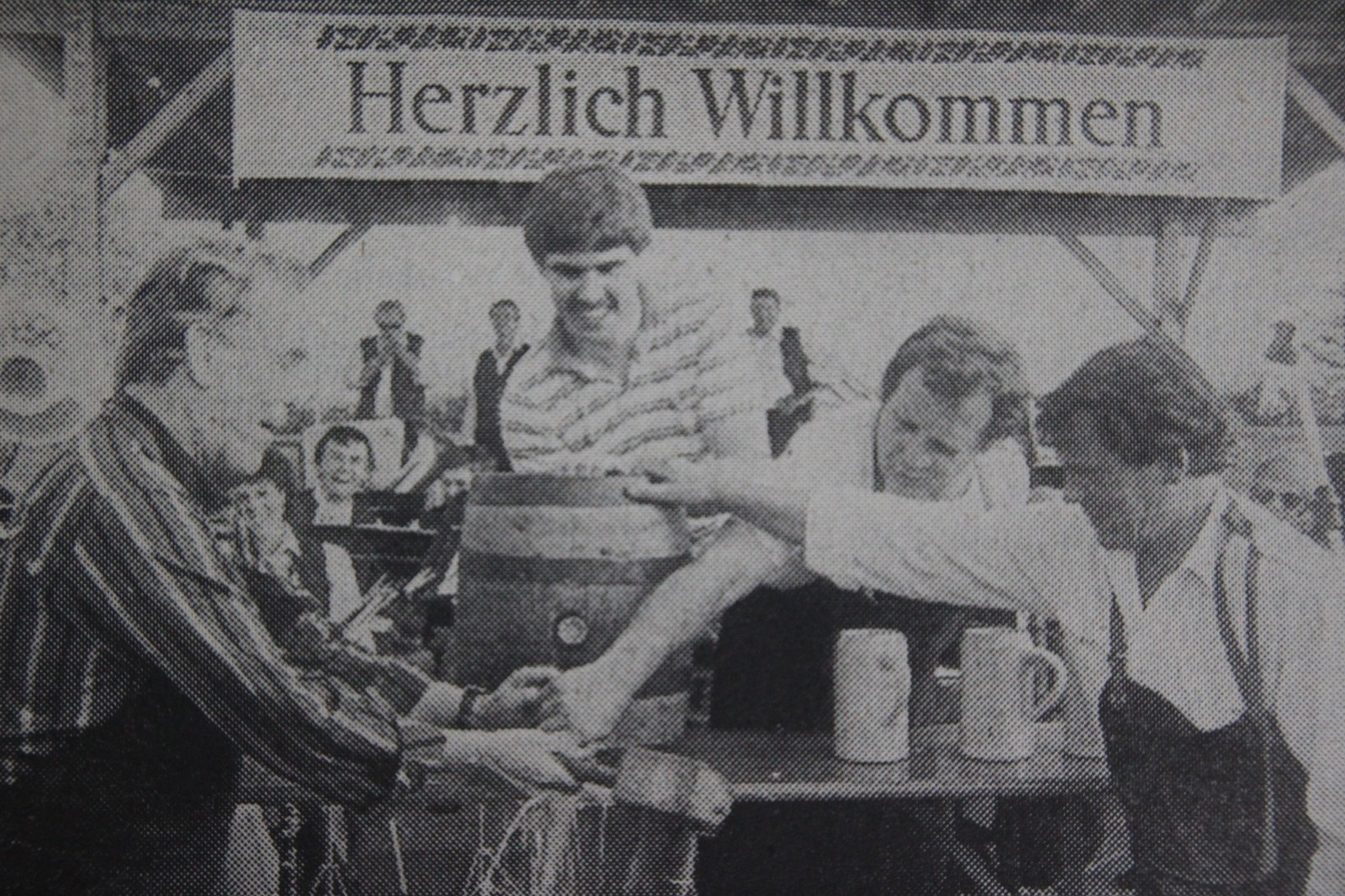
Fassanstich beim 1. Schloßseefest mit Bürgermeister Werner Kesenheimer

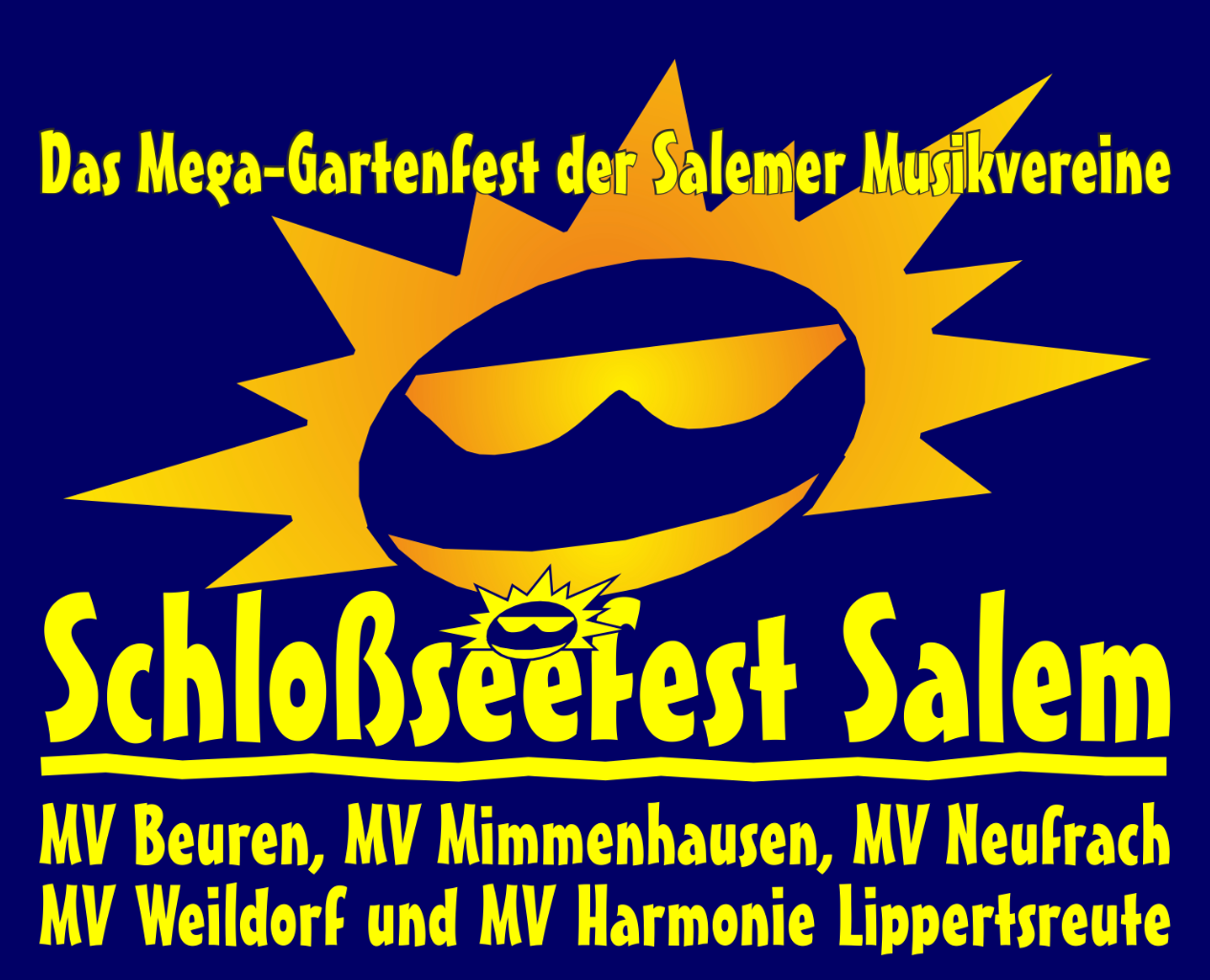
Schloßseefest Salem – Logo & Slogan

Von der Gemeindeverwaltung Salem wurde im September 1980 zu einem Seenachtsfest am Schloßsee eingeladen, um damit die Fertigstellung eines neu angelegten, rund 60 Hektar großen Bade- und Freizeitgeländes zu feiern. Bei diesem Anlass erhielt der Baggersee auf dem aufwändig rekultivierten Kiesabbaugebiet die neue Bezeichnung „Schloßsee“ nach dem nahe gelegenen Schloss Salem (ehemals Kloster Salem), und die Veranstaltung wurde bei der Berichterstattung im Nachgang als „Schloßseefest“ betitelt.
Vom Erfolg dieser ersten Veranstaltung ermutigt, organisierte die Gemeindeverwaltung auch in den folgenden Jahren ein Schloßseefest, wobei ab 1981 die fünf Musikvereine des Gemeindegebietes Salem für die Festbewirtung und das musikalische Rahmenprogramm verantwortlich zeichneten. In den Folgejahren übernahmen die Salemer Musikvereine sukzessive Aufgaben und Verantwortung von der Gemeinde, die weiterhin als Veranstalter mitwirkt und die Parkplätze sowie den Rummelplatz koordiniert.
Was einst als Gemeindefest begann, entwickelte sich zu einer populären, dreitägigen (Freitag bis Sonntag) Großveranstaltung mit umfangreichem Rahmenprogramm, für dessen Gestaltung nach wie vor die fünf Salemer Musikvereine verantwortlich zeichnen. Gemeinsam mit weiteren Vereinen aus der Gemeinde Salem, sorgen sie auch für das kulinarische Wohl der Besucher. An den drei Tagen finden Shows, Spiele, ein Vergnügungspark, ein Kinderflohmarkt, ein großes Kunstfeuerwerk und Live-Musik auf mehreren Bühnen rund um den Schlosssee statt. Am Samstag verkehren zusätzlich eingerichtete Sonderbuslinien im Großraum Salem.
Seit 1999 wird die Veranstaltung mit einem eigenen Logo (Schriftzug mit Sonne über Wellenband), dem Maskottchen Sunny (Sonnengesicht-Grafik) und dem Slogan „Das Mega-Gartenfest der Salemer Musikvereine“ beworben.
Das komplette Schlossseeareal wurde ab 2011 aufwändig erneuert und erweitert, und mit Spielbereichen, WC-Anlagen, Rundwegen, Bänken und Stegen umgestaltet zum „Naturerlebnispark Schlosssee“. Ab 2020 fand eine weitere Umgestaltung, im Zusammenhang mit dem Vorhaben „Neue Mitte Salem“, statt, wodurch die Festfläche nochmals deutlich erweitert werden konnte.

## Höhepunkte

### Festwieseneinzug

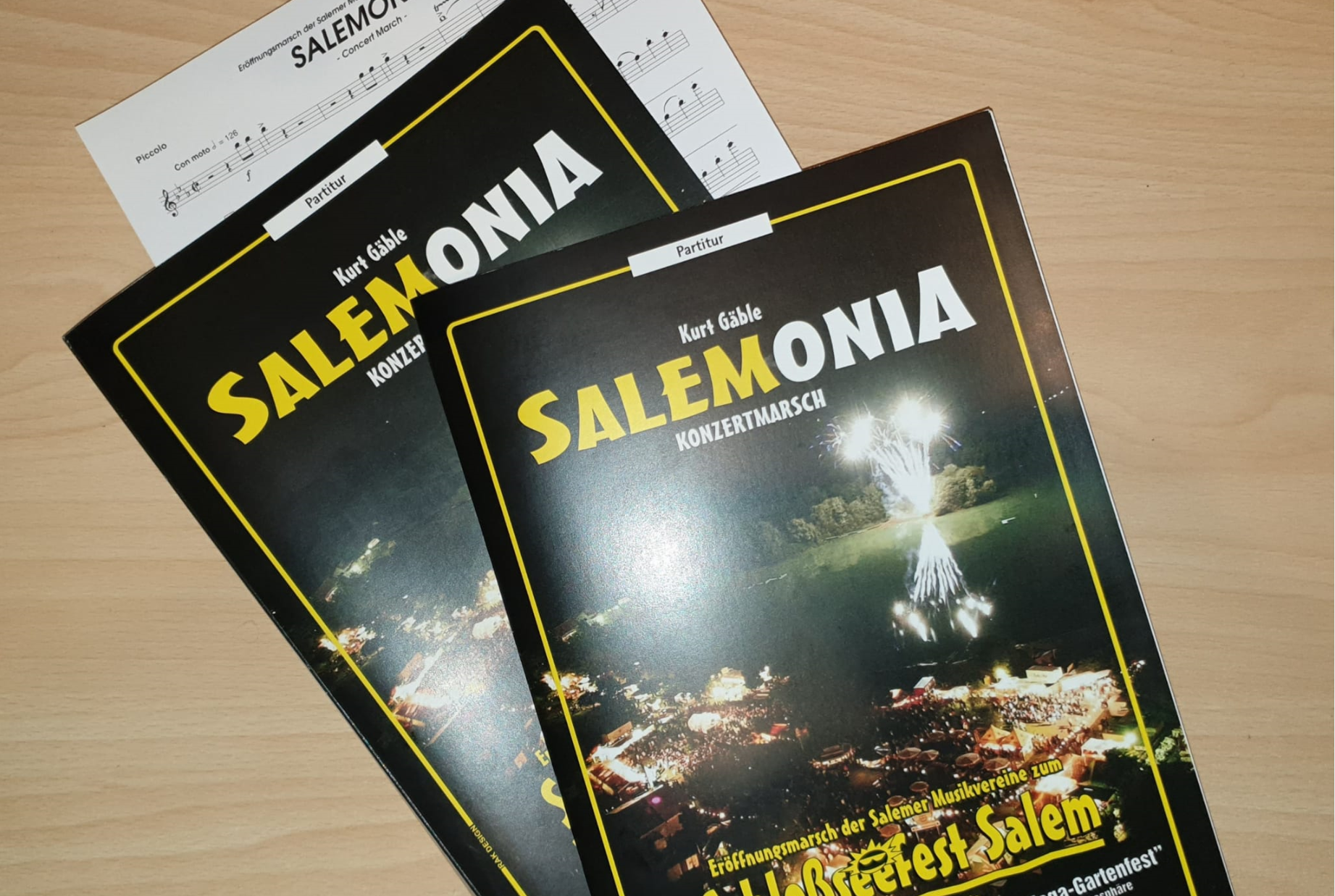
Fest-Eröffnungsmarsch Salemonia, Erstausgabe 2008

Am Freitagabend marschieren alljährlich die Kapellen der Salemer Musikvereine aus verschiedenen Himmelsrichtungen zur Hauptbühne und versammeln sich dort zu einem Gesamtchor mit rund 300 Musikern. Nach dem Fassanstich durch den Bürgermeister wird unter anderem der eigens komponierte Konzertmarsch „Salemonia“ zur offiziellen Festeröffnung intoniert, welcher am 25. Juli 2008 unter dem Dirigat seines Komponisten Kurt Gäble, uraufgeführt wurde, sowie das Badnerlied – eine Reminiszenz an das Land Baden, und eine Hommage an den Markgrafen von Baden, der im namensgebenden Schloss Salem, in Sichtweite zum Schloßsee residiert.

### Fassanstich

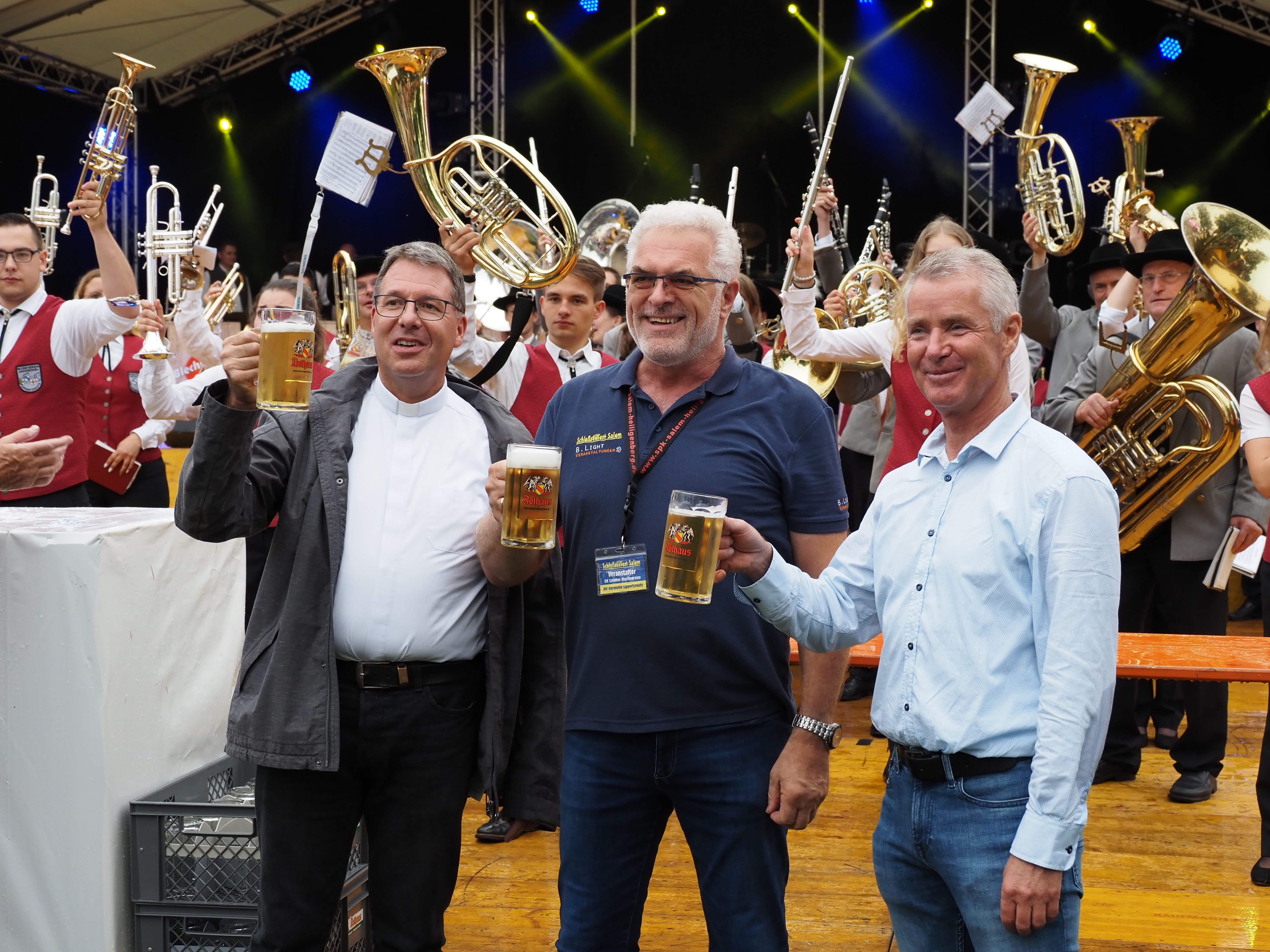
Fassanstich beim Schloßseefest 2022

Nach dem Festwieseneinzug eröffnet der amtierende Salemer Bürgermeister mit dem traditionellen „Ozapft is“ offiziell die Veranstaltung. Ab dem 20. Schloßseefest gab es zum Fassanstich jeweils zwei Fässer Freibier, angestochen vom Bürgermeister und vom Brauereichef. Ab dem 30. Schloßseefest dann drei Fässer, wobei das dritte durch den örtlichen Pfarrer angestochen wird. Parallel dazu gibt es seit 2014 auch einen Kinder-Fassanstich mit kostenloser Limonade für alle Kinder.

### Musik

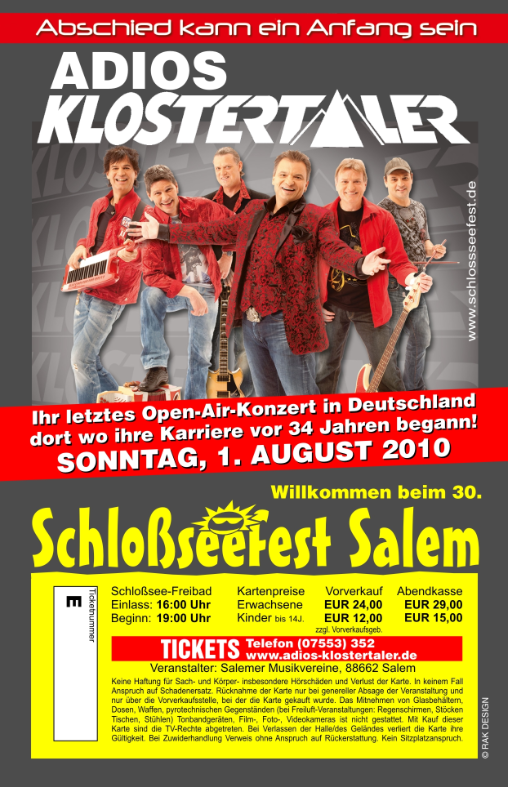
„Adios Klostertaler“ Ticket zum letzten Open-Air-Konzert 2010

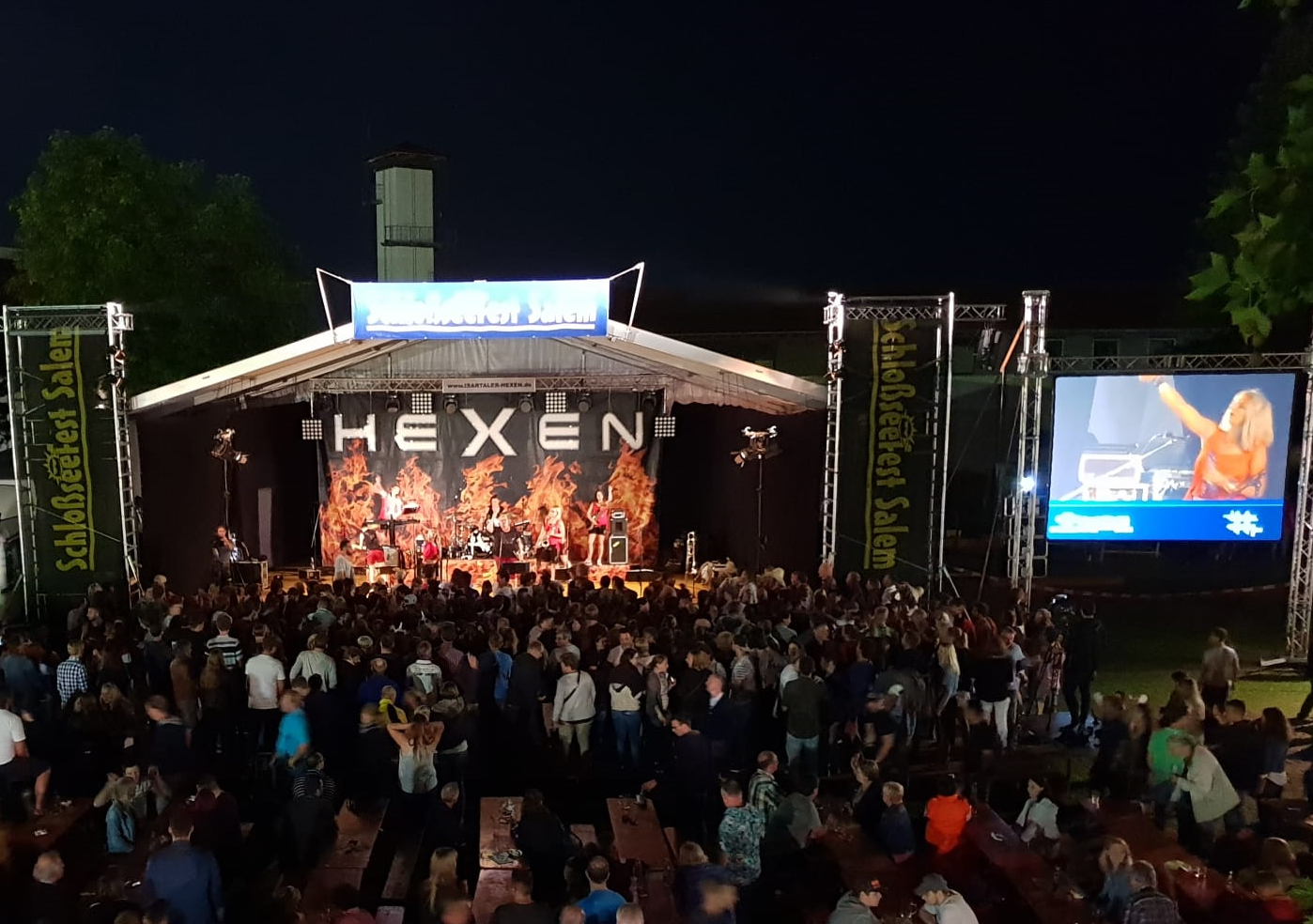
Abschieds-Tournee der „Isartaler Hexen“ 2018

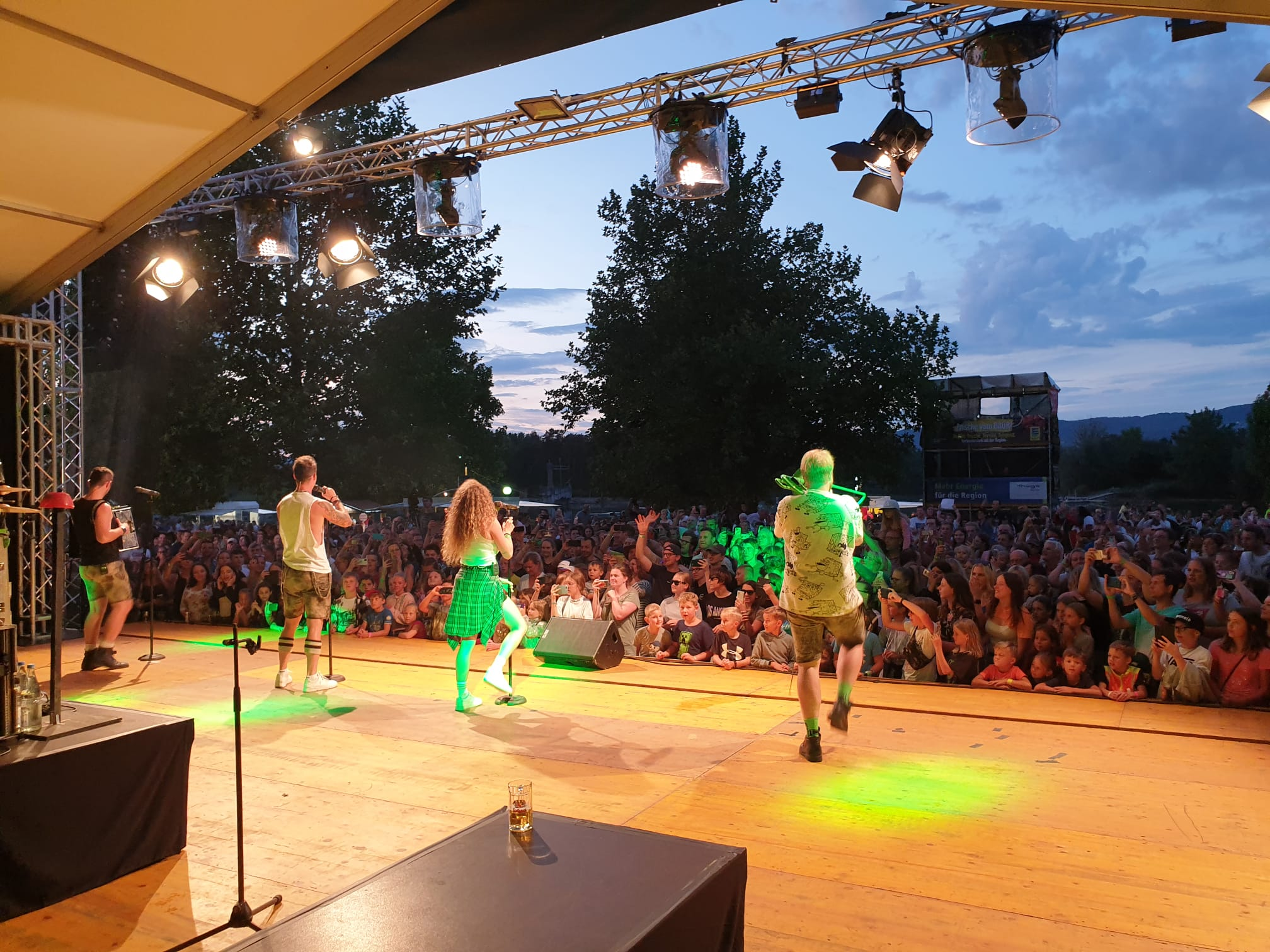
„Die Draufgänger“ 2022 bei ihrem Wiesn-Hit „Cordula Grün“

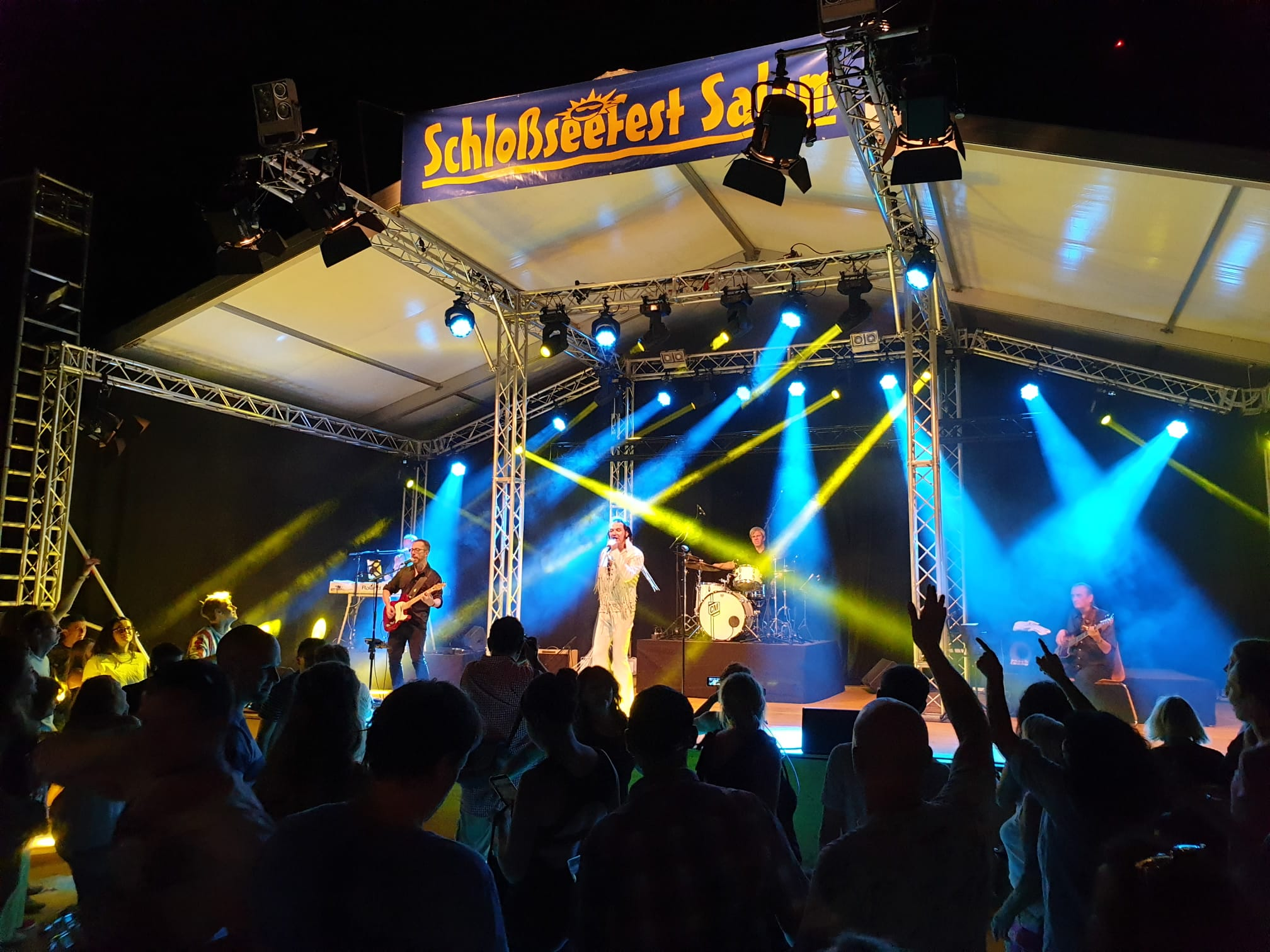
Elvis-Presley-Show mit Eric Prinzinger & Band

Musikalische Highlights waren Auftritte der – aus der RTL-Serie „Bauer sucht Frau“ – bekannten Partyband Allgäu Power (2011), der Dorfrocker (2013, 2016) aus Unterfranken sowie von Ois Easy, den Finalisten aus der Kabel-1-TV-Show Deutschlands beste Partyband (2015, 2019). Die Klostertaler hatten ihre Karriere einst in Salem begonnen, und spielten zum 20. Schloßseefest 2000 ein großes Open-Air-Konzert. Als sie sich 2010 auflösten, gaben sie auch hier, beim 30. Schloßseefest, ihr letztes Open-Air-Konzert in Deutschland. Auch als sich die bayerische Frauenband Isartaler Hexen (Auftritte auch 2012 und 2014) auflöste, spielten sie ihr letztes Konzert 2018 auf dem Schloßseefest. Der Auftritt von Die Draufgänger musste zweimal pandemiebedingt verschoben werden. Sie traten daher erstmals 2022 in Salem auf.

### Klangfeuerwerk
Samstagabends findet traditionell ein Feuerwerk statt, das anfänglich neben dem Festplatz oder von der gegenüberliegenden Halbinsel abgebrannt wurde. Dieses hat sich über die Jahrzehnte zu einem „Klangfeuerwerk“, einem Höhenfeuerwerk mit musikalischer Choreographie, weiterentwickelt. Seit 2006 wird es aus Sicht der Besucher von der Wasseroberfläche gestartet. Dazu werden mehrere kleine Flöße, quer über den Schlosssee gespannt, verankert. In der computer-gestützten, audio-visuellen Pyrotechnik-Show werden rund 5000 Einzeleffekte mit einem Gesamtgewicht von rund einer Tonne gezündet. Die Musik für diese Klangfeuerwerke wird individuell zusammengestellt, oft mit neuartigen Effekten choreographiert und jeweils in Salem uraufgeführt. Die Themen der Pyrotechnik-Shows werden erst unmittelbar vor der Veranstaltung bekanntgegeben. Die letzten Klangfeuerwerke hatten folgende Themen
- 2006 – „Following the Sun“
- 2007 – „A Question of Honour“
- 2008 – „Conquest of Paradise“
- 2009 – „This is the Life“
- 2010 – „Wonderful World“ hieß die Pyrotechnik-Show zum 30. Schloßseefest
- 2011 – „Walking in the Air“ wurde mit einer bekannten Bachkantate, gespielt auf der Kirchenorgel von St. Gallen, eröffnet
- 2012 – „Zarathustra“ begann mit der populären sinfonischen Dichtung Also sprach Zarathustra von Richard Strauss
- 2013 – „Skyfall“ war eine Hommage an den gleichnamigen Bondfilm und würdigte zugleich 50 Jahre James Bond[20]
- 2014 – „Chariots of Fire“ (dt. „Die Stunde des Siegers“) begann mit der Oscar-prämierten Filmmusik von Vangelis zum gleichnamigen Sportlerfilm, und war dem deutschen Fußballweltmeister 2014 gewidmet
- 2015 – „Eye of the Tiger“, der Oscar-nominierte Titelsong der Rockgruppe Survivor aus Rocky III, eröffnete das 10. Klangfeuerwerk[21]
- 2016 – „Shut Up + Dance“, nach einem Lied von Walk-the-Moon[22]
- 2017 – „Let Me Entertain You“, von Robbie Williams, sollte auch für das Motto der 37. Veranstaltung stehen[23]
- 2018 – „Empire of Angels“, die Tracks aus Thomas J. Bergersens Musikschmiede „Two Steps from Hell“ finden häufig Verwendung in Trailern, Serien und Werbespots. Der namensgebende Track aus seinem Album „Sun“ beendete diese Pyrotechnik-Show.[24]
- 2019 – „The Dark World“, die Filmmusik von Brian Tyler für den gleichnamigen Marvel-Film wurde namensgebendes Eröffnungswerk für die Pyrotechnikshow[25]
- 2022 – „Make a Memory“, nach zwei Jahren Pause wurde das 15. Klangfeuerwerk nach diesem Titel von Bon Jovi benannt, und dramaturgisch eröffnet mit „Då som nu för alltid“ (dt. Damals wie heute für immer) der schwedischen Rockband Kent.[26][27]
- 2023 – „Geboren um zu leben“, der größte Charterfolg der deutschen Band Unheilig war melancholischer Auftakt des 15-minütigen Klangfeuerwerks[28]
- 2024 – "Fire", von Songwriter Courtney Barns, wurde im Wortsinn passender Eröffnungstitel für die 848 Sekunden dauernde Feuerwerks-Show, die mit "Waterloo" auch den Sieg von ABBA, vor 50 Jahren beim Grand Prix Eurovision de la Chanson, würdigte.[29]
- 2025 – "Nothing else matters" - die epische Ballade, in einer Neufassung von Metallica ft. Halocene eröffnet die diesjährige Pyrotechnikshow.

### Kinderflohmarkt
Jeweils am Sonntagmorgen startet ein großer Kinderflohmarkt auf der östlichen Festwiese, der von der Gemeinde Salem koordiniert wird.

### Vergnügungspark
Der Vergnügungspark zwischen Schloßsee und Stadion hat über das gesamte Festwochenende und auch am darauffolgenden Montagnachmittag geöffnet. Der auch „Rummelplatz“ genannte Bereich bietet verschiedene Fahrgeschäfte, Schaubuden, Karussells, und in manchen Jahren – zuletzt 2023 – auch ein Riesenrad.

## Trivia

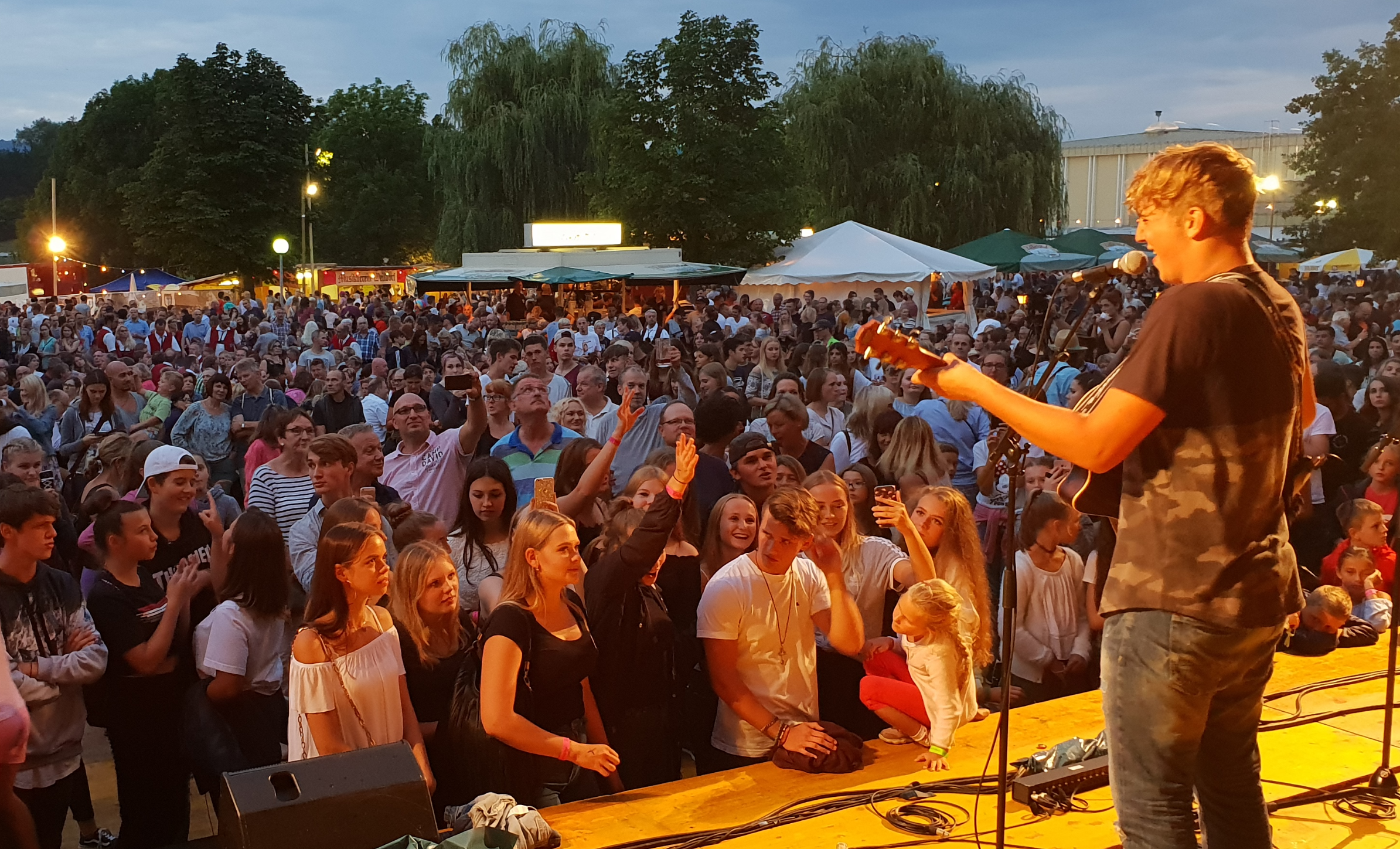
Nachwuchstalent Phil Siedenburg aus "Voice Kids", 2018

Ab 2009 wurde eine zusätzliche Bühne eingerichtet, um junge Bands und regionale Musiktalente zu fördern. Diese konnten sich jedes Frühjahr auf die sogenannte "Newcomer-Bühne" bewerben, wobei die Veranstalter für eine professionelle Bühnentechnik sorgten. Ob Cover oder Eigenkomposition wurde hier über die Jahre eine Vielfalt von Ska über Hip-Hop bis zu Pop und Rock geboten. Unter anderem traten hier Leeeza (2016) alias Lisa Julia Strothmann von The Voice of Germany, oder das Salemer Nachwuchstalent Phil Siedenburg (2018) von The Voice Kids auf. Dieses Format wurde 2023 durch den "Groove Garden", mit einer Disco für Kinder, und einer DJ-Party für Jugendliche, abgelöst.

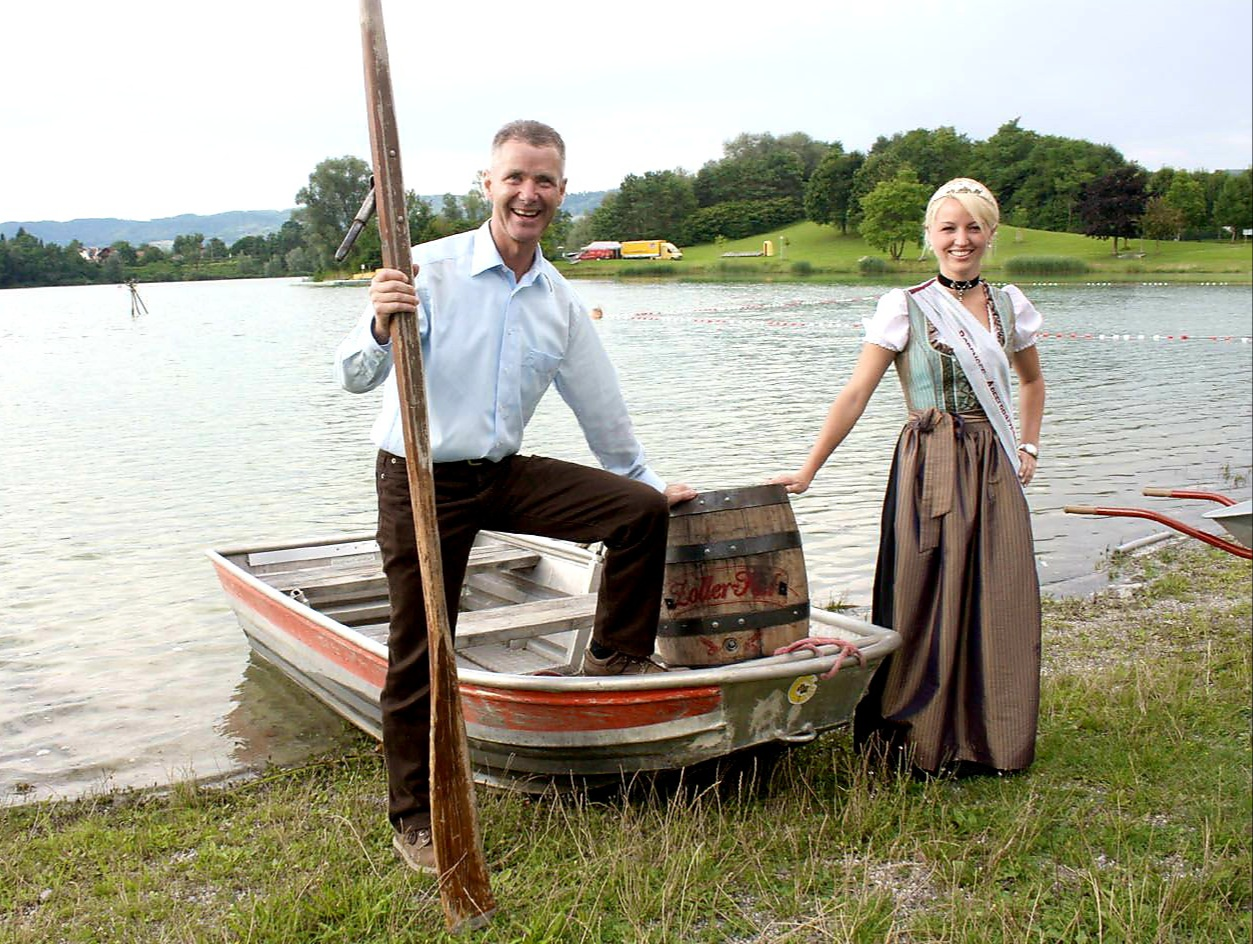
Bodensee-Apfelprinzessin und Bürgermeister bringen das Freibier

2010 brachte die amtierende Bodensee-Apfelprinzessin Marina Möhrle aus Salem, gerudert von Bürgermeister Manfred Härle, das Freibier zum Fassanstich über den Schloßsee.

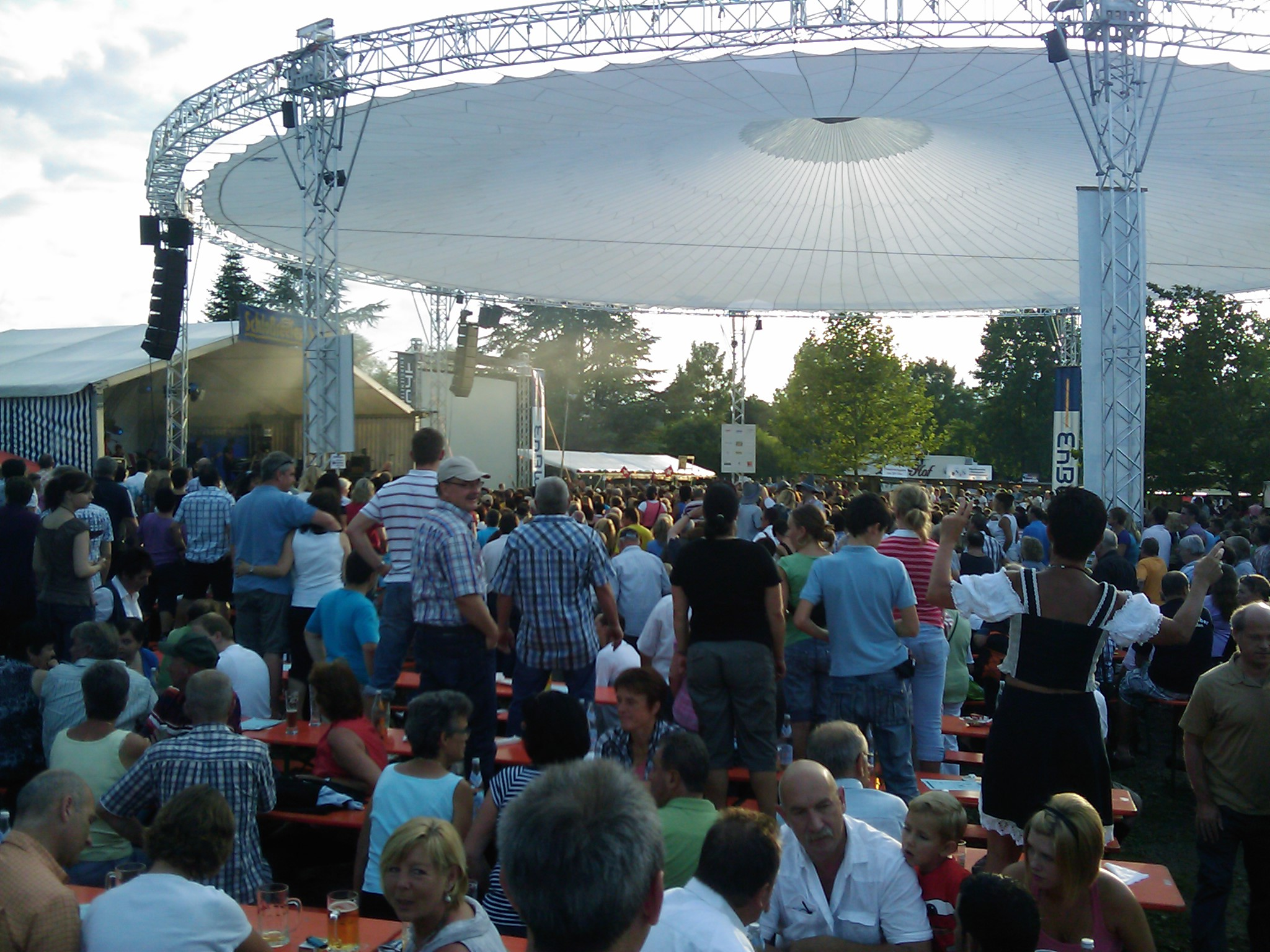
30 m Durchmesser – damals Europas größter Sonnenschirm

Im Sommer 2010 stand in Salem erstmals eine speziell für Open-Air-Events entwickelte Attraktion: Unter dem mit 30 Metern Durchmesser und 700 m² Fläche (damals) größten Schirm Europas, hergestellt von dem Esslinger Unternehmen Magic Sky Schirmsysteme, fanden rund 2000 Besucher einen Schattenplatz.

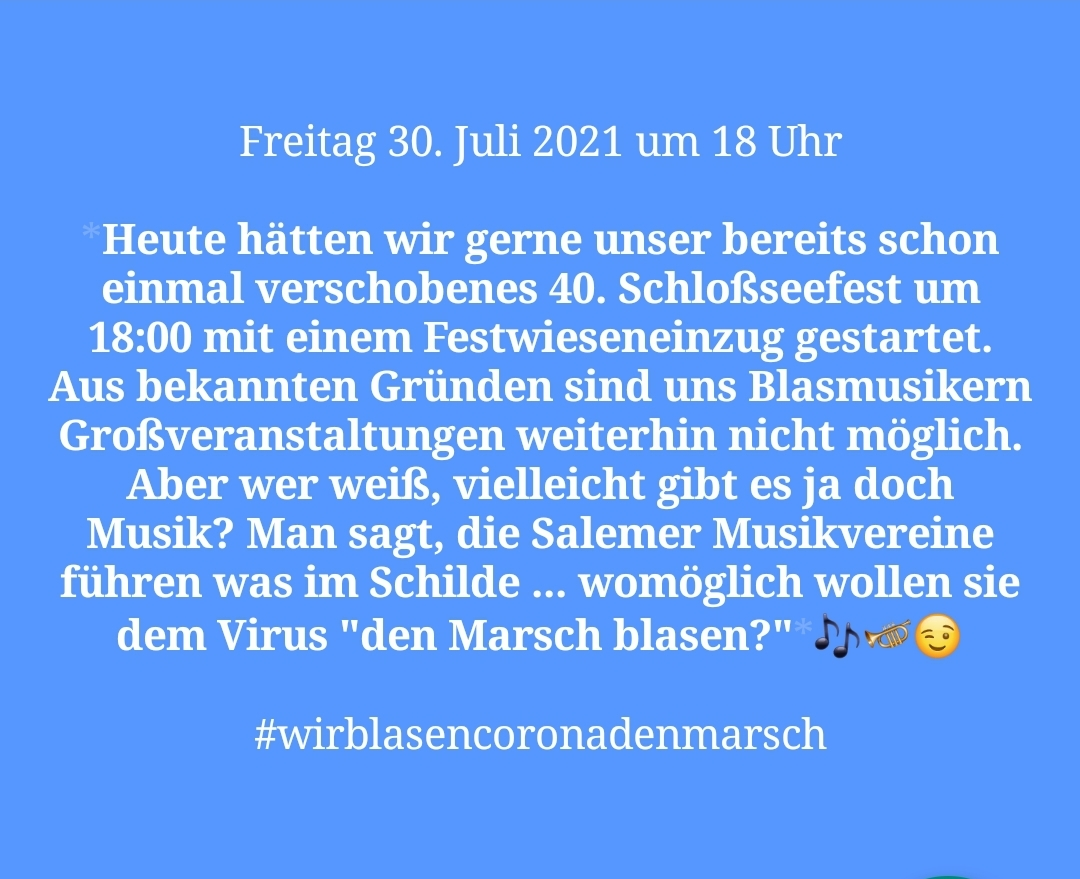
Post der Salemer Musikvereine 2021: #wirblasencoronadenmarsch

Aufgrund geltender Corona-Maßnahmen für Großveranstaltungen musste das Schloßseefest zweimal abgesagt werden, jedoch wurde zum Festtermin 2020 ein symbolischer Fassanstich mit Bürgermeister Manfred Härle im kleinen Kreis der Organisatoren vollzogen.
Zum Festtermin 2021 veranstalteten die Salemer Musikvereine, anstelle des Festwieseneinzugs, einen Flashmob-ähnlichen Sternmarsch aus allen Himmelsrichtungen, zu einem spontanen Platzkonzert vor dem Rathaus, unter dem Motto „Wir blasen Corona den Marsch“.
Von 2014 bis 2022 erfolgte der Fassanstich als Teamarbeit der Bürgermeisterfamilie. Der Vater Manfred Härle übernahm den Bieranstich, und das Kinder-Fass mit kostenloser Limonade wurde durch seine Tochter Alina angestochen.